# Gál Éva Emese
Gál Éva Emese (Szatmár, 1955. március 25. – 2022. december 11.) romániai magyar költő, képzőművész.

## Életpályája
Szülővárosában érettségizett a Zene- és Képzőművészeti Középiskolában (1974), a kolozsvári Ion Andreescu Képzőművészeti Főiskolán szerzett diplomát (1980). Gyergyóújfaluban tanított, majd Gyergyószentmiklóson muzeológus.
Első verse 1973-ban jelent meg a Szatmári Hírlap Forrás című mellékletében, 1976 óta rendszeresen közöl az Utunk, Igaz Szó, Ifjúmunkás, Korunk, Művelődés, Dolgozó Nő, Napsugár, Hargita, majd a Szamoshát hasábjain. Az Ötödik Évszak című antológiában (Marosvásárhely 1980) verssel és grafikával szerepelt. Mint képzőművész borítólapot tervezett Markó Béla Lepkecsontváz (1980) és Szávai Géza Szinopszis (1981) c. munkáihoz.

## Művei
- Ajándékgömb. Versek; Kriterion, Bukarest, 1982 (Forrás)
- Álomjog. Versek; Dacia, Kolozsvár, 1985
- Örökölt csend. Versek; Kriterion, Bucureşti, 1988
- Vízesések. Versek; Kölcsey Társaság, Fehérgyarmat, 1994 (A Kölcsey Társaság füzetei)
- Igazságszobor. Versek; Ablak, Székelyudvarhely, 1997
- Világévszak. Versek; Pallas-Akadémia, Csíkszereda, 1998
- Időváros. Versek; Pallas-Akadémia, Csíkszereda, 2001
- A tizenegyedik parancsolat; Pallas-Akadémia, Csíkszereda, 2005
- Lélekvesztő. Versek; Pallas-Akadémia, Csíkszereda, 2008
- Ellenvers; szerzői, Gheorgheni, 2012
- Fonák szivárvány; szerzői, Gyergyószentmiklós, 2014
- Betűbaba ábécé; ill. a szerző; F & F Intern, Gyergyószentmiklós, 2017